# Jus de pamplemousse

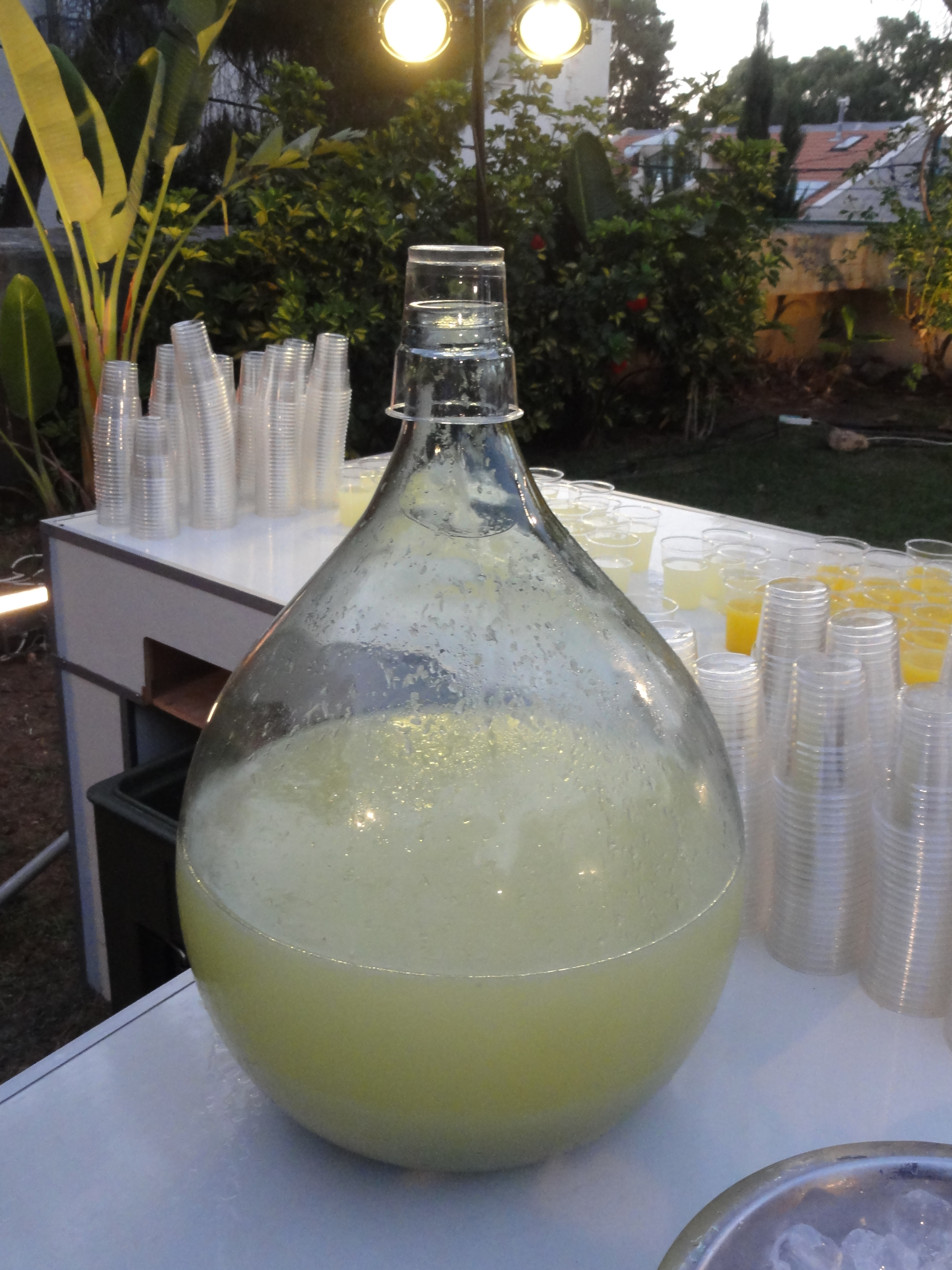
Bonbonne de jus de pamplemousse

Le jus de pamplemousse est une boisson obtenue par pressage des agrumes appelés indistinctement « pamplemousses ». Le jus de pamplemousse peut également être utilisé afin de réaliser divers cocktails. Les personnes sous traitement médicamenteux doivent éviter d'en boire sans consulter d'abord leur médecin.

## Composition
Les jus commercialisés sous ce nom sont principalement faits à base de pomélo, le fruit du Citrus ×paradisi. Il s'agit d'un hybride naturel de Citrus maxima, le pamplemoussier, avec l'oranger, Citrus sinensis, commercialisé à partir de 1885 aux États-Unis et dont le jus plus abondant a moins d'amertume que celui du pamplemoussier d'origine.

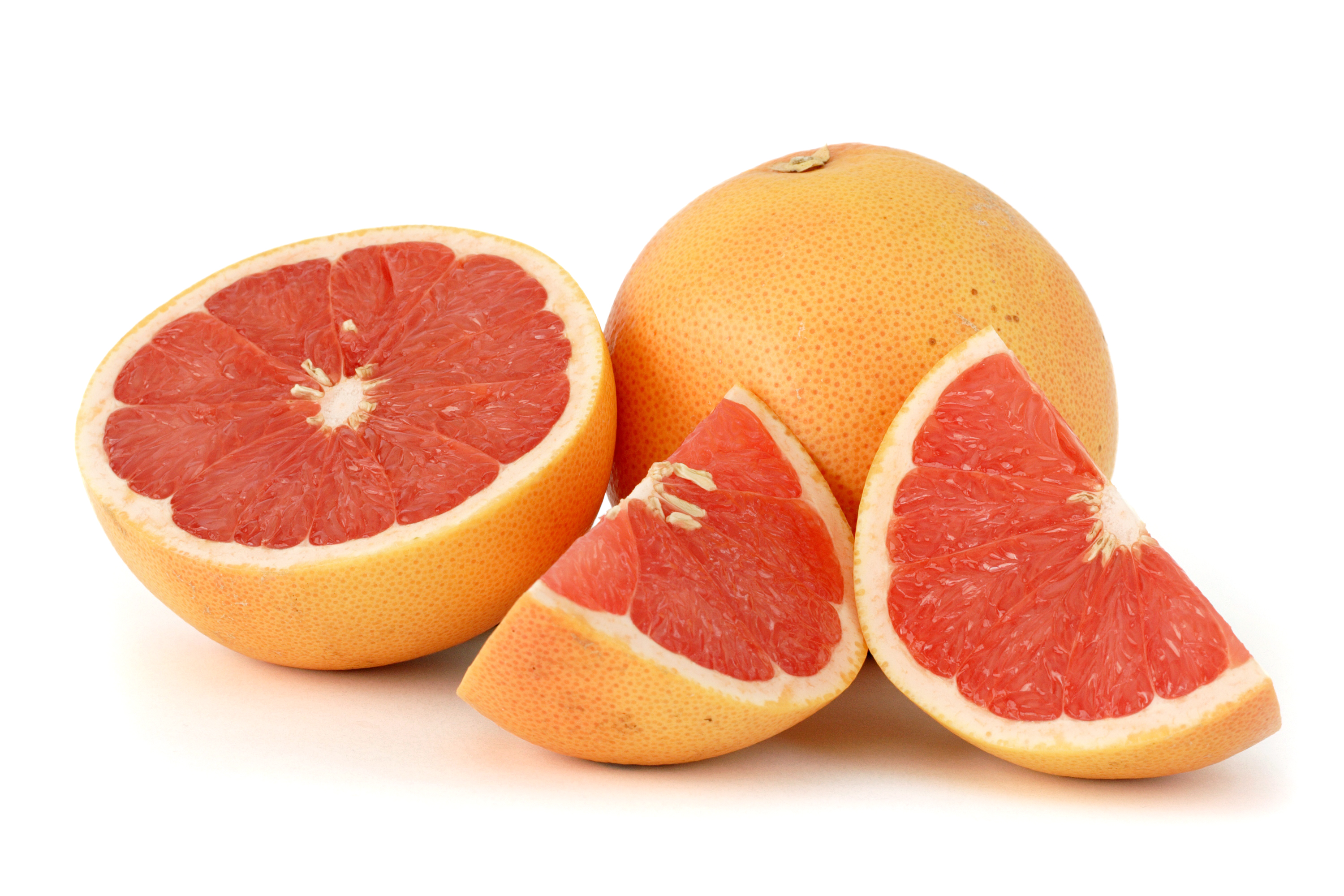
Pomélo (Citrus ×paradisi), il fournit l'essentiel de la production
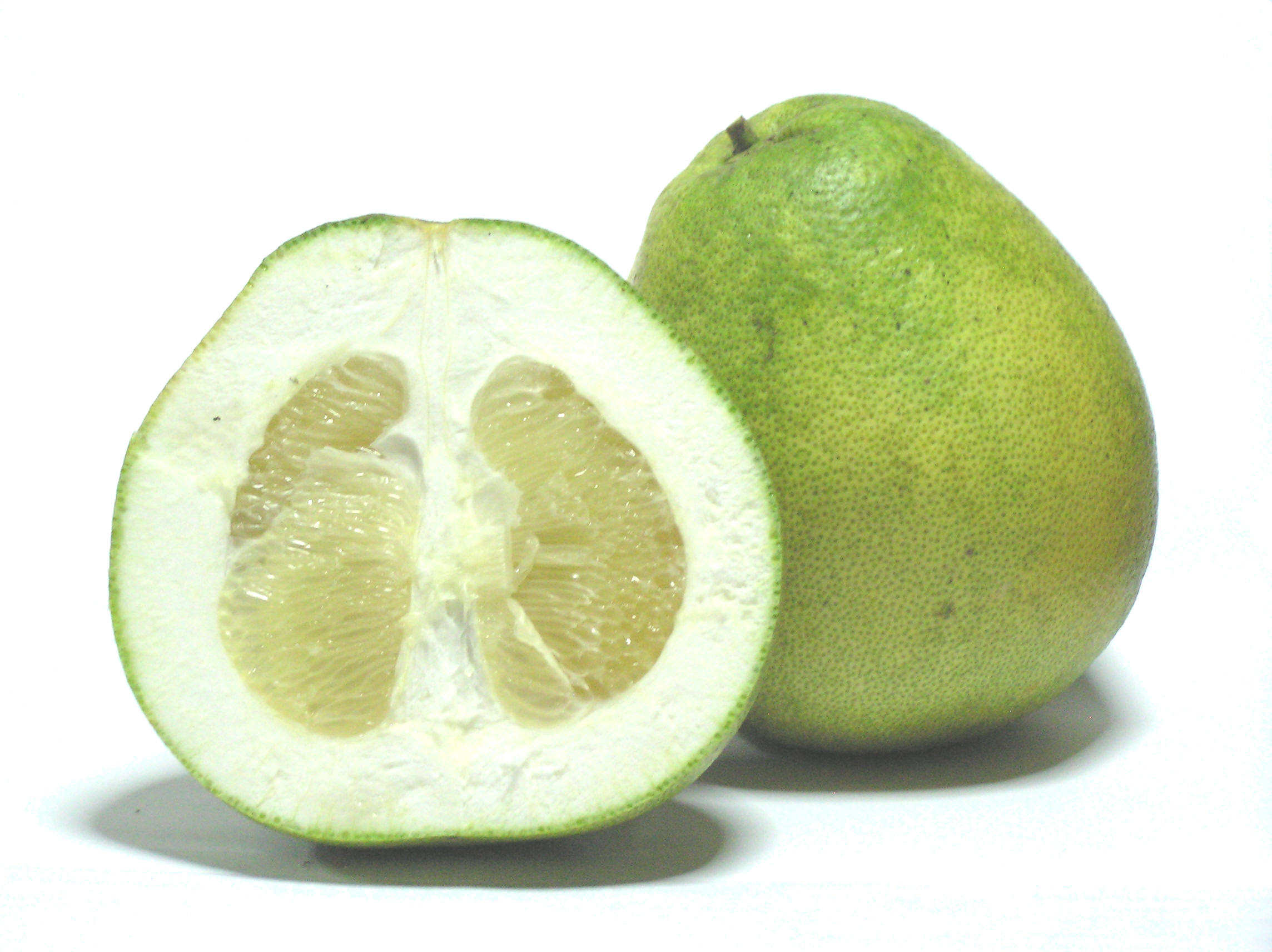
Pamplemousse vrai (Citrus maxima) au jus peu abondant et amer.

Il faut 3 à 4 kg de pomélos pour faire 1 L de jus naturel. Celui-ci contient des vitamines C comme tous les jus de fruits.

## Commercialisation
Le jus consommé en Union européenne est principalement du jus d'importation. En 2004 les États-Unis et Israël étaient ses principaux fournisseurs avec environ 30 % chacun, sous forme de jus de pamplemousse ou de pomélo plus ou moins concentré. 

## Précaution d'usage lors de la prise de médicaments
La première interaction avec la prise de médicaments a été décrite en 1991.
Le jus de pamplemousse est reconnu par les autorités de santé de différents pays comme contenant des molécules inhibitrices du cytochrome P450 (CYP3A4), c'est-à-dire comme ayant la propriété d'interférer avec le métabolisme d'élimination naturel de certains médicaments. Après avoir été présumé dû aux flavonoïdes contenus dans le fruit, cet effet inhibiteur a pu être attribué aux furanocoumarines, dont la 6′,7′-dihydroxybergamottine, qui inhibe le cytochrome au niveau du tube digestif.
De plus, certains flavanoïdes du pamplemousse inhiberaient le transport de certaines molécules à travers la paroi du tube digestif, ce qui en diminue la concentration sanguine. Cette action est dose-dépendante et concernerait en particulier l'aliskirène, le céliprolol, la fexofénadine et la ciprofloxacine dont la prise doit intervenir au moins quatre heures après l'ingestion du pamplemousse.
Il a un effet variable sur les statines, augmentant le risque d'effets secondaires pour l'atorvastatine et la simvastatine, mais ne jouant pas sur la rosuvastatine. Parmi les inhibiteurs calciques, il augmente l'efficacité de la félodipine, nicardipine et nifédipine mais ne joue pas sur le métabolisme de l'amlodipine. Il diminue l'activité du losartan, un antihypertenseur, et du clopidogrel, et augmente celle du répaglinide un anti-diabétique.
En d'autres termes, boire du jus de pamplemousse régulièrement en grande quantité en étant sous traitement médicamenteux peut être dangereux, voire mortel dans certains cas car l'organisme n'élimine plus normalement les médicaments et ce sur une durée relativement longue (environ trois jours, même si l'on ne prend que l'équivalent d'un verre, soit 250 mL). Il existe alors un risque de surdose variable par accumulation du médicament dans le sang et les tissus, risque plus élevé encore lorsque les médicaments ont une faible marge thérapeutique, c'est-à-dire si la dose thérapeutique est proche de la dose mortelle.

Par exemple, une étude publiée en 2004 recommandait, en cas de prise de statine, de ne pas consommer  de jus de pamplemousse deux heures après la prise du médicament. Cependant, selon une étude publiée en 2016, boire du jus de pamplemousse ne devrait pas être contre-indiqué pour les personnes prenant des statines. Dans tous les cas, si l'on est sous traitement, il est conseillé de s'abstenir de boire du jus de pamplemousse avant d'avoir consulté son médecin ou son pharmacien.
La consommation du fruit lui-même ou de jus de fruits industriel (fait à base de concentré) a le même effet que le jus frais.
Il existe des variétés de fruits ayant un contenu plus bas en furanocoumarines mais il n'est pas clairement établi que leur consommation soit moins dangereuse que celle du pamplemousse Citrus ×paradisi. À noter que la concentration de ces molécules peut être abaissée si l'on respecte certaines conditions[Lesquelles ?] dans la préparation du jusou si ce dernier subit un traitement[Lequel ?]  spécifique.